# What If…?
What If…? ist eine US-amerikanische Animationsserie innerhalb des Marvel Cinematic Universe (MCU) basierend auf der gleichnamigen Comicreihe, die alternative Szenarien und Entwicklungen an Schlüsselpunkten der Filme thematisiert. Die erste Staffel der Serie enthält neun Folgen und wurde vom 11. August bis zum 6. Oktober 2021 auf Disney+ veröffentlicht; die zweite Staffel umfasst ebenfalls neun Folgen und wurde zwischen dem 22. und dem 30. Dezember 2023 veröffentlicht. Die dritte und letzte Staffel wurde zwischen dem 22. und 29. Dezember 2024 veröffentlicht.

## Produktion
Im April 2019 wurde erstmals berichtet, dass die Marvel Studios an einer eigenen Animationsserie für den Streamingdienst Disney+ arbeiten, die alternative Szenarien zu ihren Filmen thematisiert und Teil des MCU sein wird. Dabei dreht sich die erste Episode um Peggy Carter, die das Supersoldaten-Serum injiziert bekommt und im Anschluss zu Captain Carter (britisches Pendant zu Captain America) wird. Steve Rogers kämpft hingegen nur in einem von Howard Stark erschaffenen Anzug an ihrer Seite. Auf der San Diego Comic-Con 2019 bestätigte Produzent Kevin Feige schließlich, dass die Serie im Sommer 2021 erscheinen wird und Schauspieler aus bereits erschienenen MCU-Filmen als Synchronsprecher tätig sein werden. Dabei soll Jeffrey Wright als Uatu the Watcher in Erscheinung treten und durch die einzelnen Episoden führen. Sein Auftritt war bereits in frühen Entwicklungsphasen der Serie fester Bestandteil, nachdem die Rechte an der Figur durch die Übernahme von 20th Century Fox durch die Walt Disney Company im März 2019 an Marvel zurückfielen.
Auf der D23 Expo im August 2019 wurde bestätigt, dass What If…? aus in sich abgeschlossenen, filmübergreifenden Episoden bestehen wird, die wöchentlich auf dem Streamingdienst erscheinen sollen. Außerdem stellten der Storyboard Artist Bryan Andrews, welcher als Regisseur fungieren wird, und die Hauptautorin A. C. Bradley erstes Bildmaterial vor. Andrews, Bradley, Produzent Brad Winderbaum, Story Editor Matthew Chauncey, Simona Paparelli und Ryan Little erarbeiteten innerhalb von drei Wochen rund 30 verschiedene Ideen für einzelne Folgen der Serie, wobei die What-If-Comics zum Teil als Vorlage dienten. Kevin Feige wählte aus diesen seine 25 favorisierten Konzepte aus, von denen wiederum zehn die erste Staffel bildeten. Unter anderem konnte die Mighty-Thor-Geschichte, in der Jane Foster den Hammer schwingt, nicht in What If…? verwendet werden, da sie bereits im Drehbuch des für das Jahr 2022 angekündigten Kinofilms Thor: Love and Thunder genutzt wurde. Feige bestätigte im Dezember 2019, dass bereits eine zweite Staffel mit weiteren zehn Episoden in Produktion sei. Im März 2020 wurde bekannt, dass das in Québec ansässige Unternehmen Squeeze Studio Animation mit der Animation von fünf Folgen beauftragt wurde, nachdem man bereits im Vorjahr Gespräche über eine Zusammenarbeit geführt hatte. Zuvor experimentierten Andrews und Ryan Meinerding, der Verantwortliche für die visuelle Entwicklung bei Marvel, mit verschiedenen Animationsstilen und entschieden sich letztendlich für einen an die Filme angelehnten Look. Die Filmmusik wird von Laura Karpman komponiert.
Zum US-Start von Disney+ Mitte November 2019 erschienen erste kurze Clips mit Ausschnitten aus der Serie. Ein Trailer wurde am 10. Dezember 2020 veröffentlicht, ein zweiter am 8. Juli 2021. Die erste Staffel wurde ab dem 11. August 2021 auf Disney+ veröffentlicht; sowohl eine zweite als auch eine dritte Staffel sind beim Streamingdienst erscheinen.

## Synchronisation
Die deutsche Synchronisation entstand nach Dialogbüchern von Nathan Bechhofer und unter der Dialogregie von Björn Schalla sowie Cay-Michael Wolf in der ersten Staffel bei FFS Film- & Fernseh-Synchron. Die Dialogbücher der zweiten und dritten Staffel schrieben Bechhofer und Birte Baumgardt, diese übernahm ebenfalls die Dialogregie jener Staffeln.

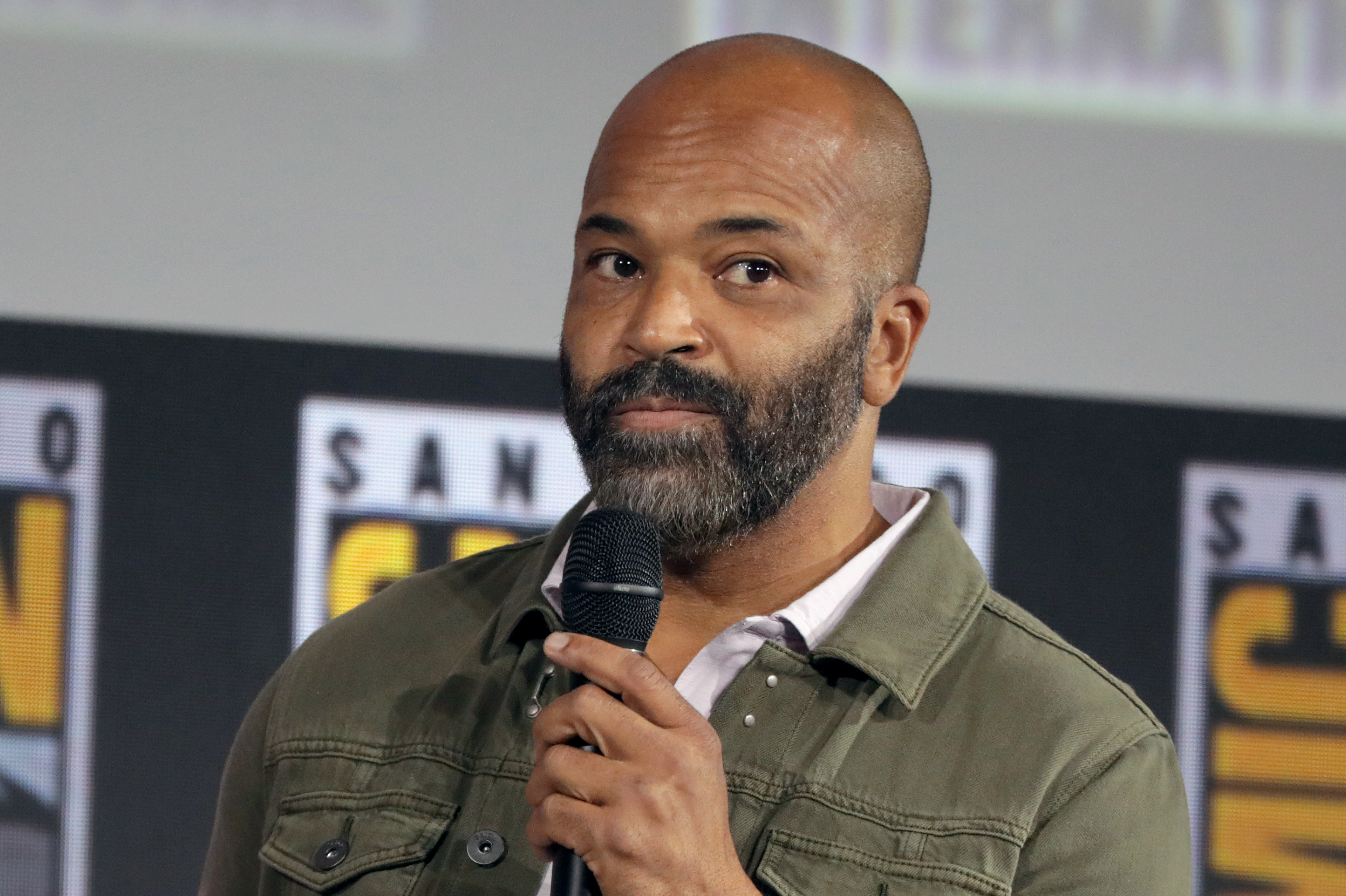
Jeffrey Wright auf der San Diego Comic-Con 2019.

| Rolle                                           | Originalsprecher                                       | Hauptrolle (Episoden)                        | Nebenrolle (Episoden) | Synchronsprecher                                           |
| ----------------------------------------------- | ------------------------------------------------------ | -------------------------------------------- | --------------------- | ---------------------------------------------------------- |
| Uatu, der Watcher                               | Jeffrey Wright                                         | 1.01–3.08                                    |                       | Oliver Stritzel                                            |
| Arnim Zola                                      | Toby Jones                                             | 1.01, 1.08–1.09                              |                       | Lutz Schnell                                               |
| James Buchanan „Bucky“ Barnes / Winter Soldier  | Sebastian Stan                                         | 1.01, 1.05, 2.02, 2.05, 2.08, 3.01, 3.03     |                       | Björn Schalla                                              |
| Margaret „Peggy“ Carter / Captain Carter        | Hayley Atwell                                          | 1.01, 1.09, 2.02, 2.05, 2.08–2.09, 3.07–3.08 |                       | Berenice Weichert                                          |
| Johann Schmidt / Red Skull                      | Ross Marquand                                          | 1.01                                         |                       | Kaspar Eichel                                              |
| Infinity Ultron                                 | Ross Marquand                                          | 1.08–1.09, 3.07–3.08                         |                       | René Dawn-Claude                                           |
| W.E.R.N.E.R                                     | Ross Marquand                                          | 2.03                                         |                       |                                                            |
| Howard Stark                                    | Dominic Cooper                                         | 1.01, 3.02                                   |                       | Florian Hoffmann                                           |
| Howard Stark                                    | John Slattery                                          | 2.02                                         |                       | Bernd Vollbrecht                                           |
| Colonel Flynn                                   | Bradley Whitford                                       | 1.01                                         |                       | Uve Teschner                                               |
| Dr. Abraham Erskine                             | Stanley Tucci                                          | 1.01, 2.09                                   |                       | Hans Hohlbein                                              |
| Nazi-General                                    | Darrell Hammond                                        | 1.01                                         |                       | Hanns-Jörg Krumpholz                                       |
| T’Challa / Star-Lord / Black Panther            | Chadwick Boseman                                       | 1.02, 1.05–1.06, 1.09                        |                       | Tobias Schmidt                                             |
| T’Challa / Star-Lord / Black Panther            | Maddix Robinson (jung)                                 |                                              | 1.02                  | Nelson Odey                                                |
| Okoye                                           | Danai Gurira (Staffel 1) Kenna Ramsey (Staffel 3)      | 1.02, 1.05–1.06, 3.05                        |                       | Dela Dabulamanzi                                           |
| Ebony Maw                                       | Tom Vaughan-Lawlor                                     | 1.02, 1.05, 3.04                             |                       | Frank Röth                                                 |
| König T’Chaka / Black Panther                   | John Kani                                              | 1.02, 1.06                                   |                       | Reinhard Scheunemann                                       |
| König T’Chaka / Black Panther                   | Atandwa Kani                                           | 2.02                                         |                       | Gerrit Hamann                                              |
| Nebula                                          | Karen Gillan                                           | 1.02, 1.07, 2.01, 3.07                       |                       | Rubina Nath                                                |
| Howard the Duck                                 | Seth Green                                             | 1.02, 1.07, 2.01, 3.04, 3.07                 |                       | Santiago Ziesmer                                           |
| Ego, der lebende Planet                         | Kurt Russell                                           | 1.02, 1.09, 2.02                             |                       | Martin Kautz                                               |
| Thanos                                          | Josh Brolin                                            | 1.02, 2.04, 3.04                             |                       | Axel Lutter                                                |
| Yondu Udonta                                    | Michael Rooker                                         | 1.02, 2.01, 3.04                             |                       | Tobias Lelle                                               |
| Taneleer Tivan / The Collector                  | Benicio Del Toro                                       | 1.02                                         |                       | Torsten Michaelis                                          |
| Kraglin                                         | Sean Gunn                                              | 1.02                                         |                       | Dirc Simpson                                               |
| Taserface                                       | Chris Sullivan                                         | 1.02                                         |                       | Milton Welsh                                               |
| Korath                                          | Djimon Hounsou                                         | 1.02                                         |                       | Daniel Zillmann                                            |
| Carina                                          | Ophelia Lovibond (Staffel 1) Kari Wahlgren (Staffel 3) | 1.02, 3.04                                   |                       | Jenny Löffler                                              |
| Proxima Midnight                                | Carrie Coon                                            | 1.02                                         |                       | Vera Teltz                                                 |
| Anthony „Tony“ Stark / Iron Man                 | Mick Wingert                                           | 1.03, 1.06, 1.08–1.09, 2.03–2.04, 2.08       |                       | Patrick Winczewski (Staffel 1), Tobias Meister (Staffel 2) |
| Nick Fury                                       | Samuel L. Jackson                                      | 1.03, 1.07, 1.09, 2.05, 2.08, 3.04           | 1.01                  | Engelbert von Nordhausen                                   |
| Brock Rumlow                                    | Frank Grillo                                           | 1.03, 1.07, 1.09, 2.05                       |                       | Johannes Berenz                                            |
| Loki Laufeyson                                  | Tom Hiddleston                                         | 1.03, 1.07, 1.09, 2.08, 3.04                 |                       | Peter Lontzek                                              |
| Natasha Romanoff / Black Widow                  | Lake Bell                                              | 1.03, 1.08–1.09, 2.03, 2.05, 2.08            |                       | Luise Helm                                                 |
| Dr. Bruce Banner / Hulk / Mega-Hulk             | Mark Ruffalo                                           | 1.03, 1.05, 2.03, 2.08, 3.01                 |                       | Norman Matt                                                |
| Agent Phil Coulson                              | Clark Gregg                                            | 1.03, 1.07, 3.04                             |                       | Till Hagen (Staffel 1) Gregor Höppner (Staffel 3)          |
| Lady Sif                                        | Jaimie Alexander                                       | 1.03, 1.07                                   |                       | Ranja Bonalana                                             |
| Clint Barton / Hawkeye                          | Jeremy Renner                                          | 1.03, 1.08, 2.03                             | 1.01                  | Bastian Sierich                                            |
| Christine Everhart                              | Leslie Bibb                                            | 1.04, 1.06                                   |                       | Cathlen Gawlich                                            |
| Dr. Stephen Strange / Strange Supreme           | Benedict Cumberbatch                                   | 1.04, 1.09, 2.06, 2.08–2.09                  | 1.08                  | Sascha Rotermund                                           |
| Christine Palmer                                | Rachel McAdams                                         | 1.04                                         |                       | Melanie Hinze                                              |
| Die Älteste                                     | Tilda Swinton                                          | 1.04                                         |                       | Silke Matthias                                             |
| Wong                                            | Benedict Wong (Staffel 1) David Chen (Staffel 3)       | 1.04, 3.05                                   |                       | Achim Buch                                                 |
| O’Bengh                                         | Ike Amadi                                              | 1.04                                         |                       | Christoph Drobig                                           |
| Harold „Happy“ Hogan                            | Jon Favreau                                            | 1.05–1.06, 2.03, 2.08                        |                       | Michael Iwannek                                            |
| Vision                                          | Paul Bettany                                           | 1.05                                         |                       | Frank Schaff                                               |
| Jarvis                                          | Paul Bettany                                           | 1.06                                         |                       | Frank Schaff                                               |
| Edwin Jarvis                                    | James D’Arcy                                           | 3.02                                         |                       | Frank Schaff                                               |
| Peter Parker / Spider-Man                       | Hudson Thames                                          | 1.05                                         |                       | Christian Zeiger                                           |
| Scott Lang / Ant-Man                            | Paul Rudd                                              | 1.05, 2.08                                   |                       | Arne Stephan                                               |
| Hope van Dyne / Wasp                            | Evangeline Lilly                                       | 1.05                                         |                       | Alexandra Wilcke                                           |
| Hope van Dyne / Wasp                            | Madeleine McGraw (jung)                                | 2.02                                         |                       | Rosa Blankenburg                                           |
| Kurt                                            | David Dastmalchian                                     | 1.05                                         |                       | Ricardo Richter                                            |
| Sharon Carter                                   | Emily VanCamp                                          | 1.05, 3.05                                   |                       | Magdalena Turba                                            |
| N’Jadaka / Erik „Killmonger“ Stevens            | Michael B. Jordan                                      | 1.06, 1.09                                   |                       | Jan-David Rönfeldt                                         |
| Königin Ramonda                                 | Angela Bassett                                         | 1.06                                         |                       | Anke Reitzenstein                                          |
| Lt. Col. James „Rhodey“ Rhodes                  | Don Cheadle                                            | 1.06                                         |                       | Dietmar Wunder                                             |
| Ulysses Klaue                                   | Andy Serkis                                            | 1.06                                         |                       | Wolfgang Wagner                                            |
| Carol Danvers / Captain Marvel                  | Alexandra Daniels                                      | 1.07–1.08, 3.07                              | 1.03                  | Yvonne Greitzke                                            |
| Thor Odinson                                    | Chris Hemsworth                                        | 1.07, 1.09, 2.02–2.03, 2.08, 3.04            |                       | Tommy Morgenstern                                          |
| Jane Foster                                     | Natalie Portman                                        | 1.07                                         |                       | Manja Doering                                              |
| Darcy Lewis                                     | Kat Dennings                                           | 1.07, 2.03, 3.04, 3.07                       |                       | Maria Koschny (Staffel 1–2) Birte Baumgardt (Staffel 3)    |
| En Dwi Gast / Grandmaster                       | Jeff Goldblum (Staffel 1–2) Matt Friend (Staffel 3)    | 1.07, 2.04, 3.04                             |                       | Thomas Nero Wolff                                          |
| Maria Hill                                      | Cobie Smulders                                         | 1.07, 2.03                                   |                       | Maud Ackermann (Staffel 1), Christine Stichler (Staffel 2) |
| Korg                                            | Taika Waititi                                          | 1.07, 2.01, 2.04, 3.07                       |                       | Marius Clarén                                              |
| Topaz                                           | Rachel House                                           | 1.07, 2.04, 3.04                             |                       | Judith Steinhäuser                                         |
| Steve Rogers / HYDRA-Stampfer / Captain America | Josh Keaton                                            | 1.08, 2.03, 2.05, 2.08–2.09                  | 1.01, 1.05            | Dennis Schmidt-Foß                                         |
| Georges Batroc                                  | Georges St-Pierre                                      | 1.09                                         |                       | Benoit Pitre                                               |
| Yon-Rogg                                        | Jude Law                                               | 2.01                                         |                       | Matthias Deutelmoser                                       |
| Garthan Saal                                    | Peter Serafinowicz                                     | 2.01                                         |                       | Axel Malzacher                                             |
| Nova Prime / Irani Rael                         | Julianne Grossman                                      | 2.01                                         |                       | Kerstin Sanders-Dornseif                                   |
| Groot                                           | Fred Tatasciore                                        | 2.01, 3.07                                   |                       | Paul Matzke                                                |
| Dr. Henry „Hank“ Pym / Yellowjacket / Ant-Man   | Michael Douglas                                        | 2.02                                         | 1.03                  | Pierre Peters-Arnolds                                      |
| Peter Quill                                     | Brian T. Delaney                                       |                                              | 1.02, 1.09            | Leonhard Mahlich                                           |
| Peter Quill                                     | Mace Montgomery Miskel (jung)                          | 2.02                                         |                       | Cyril Baudier                                              |
| Dr. Bill Foster / Goliath                       | Laurence Fishburne                                     | 2.02, 3.03                                   |                       | Tom Vogt                                                   |
| Dr. Wendy Lawson / Mar-Vell                     | Keri Tombazian                                         | 2.02                                         |                       | Katrin Zimmermann                                          |
| Vasily Karpov                                   | Gene Farber                                            | 2.02, 3.03                                   |                       | Grigory Kofman                                             |
| Sergei                                          | Isaac Robinson-Smith                                   | 2.03                                         |                       |                                                            |
| Rusty                                           | Matthew Waterson                                       | 2.03                                         |                       |                                                            |
| Justin Hammer                                   | Sam Rockwell                                           | 2.03                                         |                       | Georgios Tzitzikos                                         |
| Gamora                                          | Cynthia McWilliams                                     | 2.04                                         | 1.09                  | Nurcan Özdemir                                             |
| Walküre                                         | Tessa Thompson                                         | 2.04, 3.05                                   |                       | Marieke Oeffinger                                          |
| Melina Vostokoff                                | Rachel Weisz (Staffel 2) Kari Wahlgren (Staffel 3)     | 2.05, 3.01                                   |                       | Jana Kozewa                                                |
| Wanda Maximoff / Merlin                         | Elizabeth Olsen                                        | 2.05, 2.08                                   |                       | Shandra Schadt                                             |
| Kahhori                                         | Devery Jacobs                                          | 2.06, 2.09, 3.07–3.08                        |                       | Franciska Friede (2.09–3.08)                               |
| Wahta                                           | Kiawentiio                                             | 2.06                                         |                       | Originalstimme                                             |
| Atahraks                                        | Jeremy White                                           | 2.06                                         |                       | Originalstimme                                             |
| Konquistador Gonzolo                            | Gabriel Romero                                         | 2.06                                         |                       | Originalstimme                                             |
| Königin Isabella von Spanien                    | Carolina Ravassa                                       | 2.06                                         |                       | Originalstimme                                             |
| Surtur                                          | Clancy Brown                                           | 2.06, 2.08                                   | 1.07                  | Milton Welsh                                               |
| Odin                                            | Jeff Bergman                                           | 2.06–2.07                                    |                       | Sven Brieger                                               |
| Hela                                            | Cate Blanchett                                         | 2.07, 2.09                                   | 2.08                  | Elisabeth Günther                                          |
| Hela                                            | Liv Zamora (jung)                                      | 2.07                                         |                       | Milena Rybiczka                                            |
| Heimdall                                        | Idris Elba                                             | 2.07                                         |                       | Marco Kröger                                               |
| Xu Wenwu                                        | Feodor Chin                                            | 2.07, 2.09                                   |                       | Sven Gerhardt                                              |
| Jiayi                                           | Lauren Tom                                             | 2.07                                         |                       | Birte Baumgardt                                            |
| Shunyuan                                        | Michael Hagiwara                                       | 2.07                                         |                       | Marko Bräutigam                                            |
| Sam Wilson / Captain America                    | Anthony Mackie                                         | 3.01                                         |                       | Stefan Günther                                             |
| Captain Monica Rambeau                          | Teyonah Parris                                         | 3.01                                         |                       | Jacqueline Belle                                           |
| Alexei Shostakov / Red Guardian                 | David Harbour                                          | 3.01, 3.03                                   |                       | Peter Flechtner                                            |
| Marc Spector / Moon Knight                      | Oscar Isaac                                            | 3.01                                         |                       | Alexander Doering                                          |
| Shaun / Xu Shang-Chi                            | Simu Liu                                               | 3.01, 3.06                                   |                       | Timo Weisschnur                                            |
| Nakia                                           | Brittany Adebumola                                     | 3.01                                         |                       | Alice Bauer                                                |
| Agatha Harkness                                 | Kathryn Hahn                                           | 3.02                                         |                       | Kathrin Gaube                                              |
| Kingo                                           | Kumail Nanjiani                                        | 3.02                                         |                       | Sebastian Schulz                                           |
| Arishem                                         | David Kaye                                             | 3.02                                         |                       | Dirk Bublies                                               |
| Ranger Morales                                  | America Ferrera                                        | 3.03                                         |                       | Leonie Dubuc                                               |
| General Dreykov                                 | Piotr Michael                                          | 3.03                                         |                       | Axel Lutter                                                |
| Obadiah Stane / Der Turm                        | Kiff VandenHeuvel                                      | 3.03                                         | 1.06                  | Joachim Tennstedt                                          |
| Kaecilius                                       | Jared Butler                                           | 3.04                                         |                       | Armin Schlagwein                                           |
| Laufey                                          | Andrew Morgado                                         | 3.04                                         |                       | Jan-Marten Block                                           |
| Zeus                                            | Darin De Paul                                          | 3.04                                         |                       | Sven Brieger                                               |
| Malekith                                        | Steve French                                           | 3.04                                         |                       | Andree Solvik                                              |
| Die Eminenz                                     | Jason Isaacs                                           | 3.05–3.08                                    |                       | Wolfgang Wagner                                            |
| The Executioner                                 | Darin De Paul                                          | 3.05, 3.07–3.08                              |                       | Hubert Burczek                                             |
| The Incarnate                                   | D. C. Douglas                                          | 3.05, 3.07–3.08                              |                       | Torsten Sense                                              |
| Quentin Beck / Mysterio                         | Alejandro Saab                                         | 3.05                                         |                       | Marius Clarén                                              |
| Ying Nan                                        | Michelle Wong                                          | 3.05                                         |                       | Sabine Falkenberg                                          |
| Riri Williams / Ironheart                       | Dominique Thorne                                       | 3.05                                         |                       | Samina König                                               |
| John Walker                                     | Wyatt Russell                                          | 3.06                                         |                       | Marcel Collé                                               |
| Kate Bishop / Hawkeye                           | Hailee Steinfeld                                       | 3.06                                         |                       | Lena Schmidtke                                             |
| Xu Xialing / The Hood                           | Meng’er Zhang                                          | 3.06                                         |                       | Nicole Hannak                                              |
| Sonny Burch                                     | Walton Goggins                                         | 3.06                                         |                       | Jörg Pintsch                                               |
| Kwai Jun-Fan                                    | Allen Deng                                             | 3.06                                         |                       | Mascha Raykhman                                            |
| Ororo Munroe / Storm                            | Alison Sealy-Smith                                     | 3.07–3.08                                    |                       | Melanie Hinze                                              |
| Byrdie                                          | Natasha Lyonne                                         | 3.07–3.08                                    |                       | Nora Kunzendorf                                            |
| Timothy „Dum Dum“ Dugan                         | Neal McDonough                                         |                                              | 1.01                  | Johannes Berenz                                            |
| Drax                                            | Fred Tatasciore                                        |                                              | 1.02, 1.07, 2.01      | Tilo Schmitz                                               |
| Corvus Glaive                                   | Fred Tatasciore                                        |                                              | 1.02                  | Sven Fechner                                               |
| General Thaddeus Ross                           | Mike McGill                                            |                                              | 1.03, 1.06            | Hans Bayer                                                 |
| Dr. Betty Ross                                  | Stephanie Panisello                                    |                                              | 1.03                  | Nana Spier                                                 |
| Prinzessin Shuri                                | Ozioma Akagha                                          |                                              | 1.06, 1.09            | Maximiliane Häcke                                          |
| Virginia „Pepper“ Potts                         | Beth Hoyt                                              |                                              | 1.06                  | Katrin Fröhlich                                            |
| Frigga                                          | Josette Eales                                          |                                              | 1.07                  | Sabine Falkenberg                                          |
| Hogun                                           | David Chen                                             |                                              | 1.07                  | Florian Halm                                               |
| Volstagg                                        | Fred Tatasciore                                        |                                              | 1.07                  | Oliver Siebeck                                             |
| Fandral                                         | Max Mittelman                                          |                                              | 1.07                  | Tim Knauer                                                 |

## Übersicht Episoden
| Staffel | Folgen | Folgen | Veröffentlichung Disney+ | Veröffentlichung Disney+ |
| Staffel | Folgen | Folgen | Staffelbeginn            | Staffelende              |
| ------- | ------ | ------ | ------------------------ | ------------------------ |
| 1       | 9      | 9      | 11. August 2021          | 6. Oktober 2021          |
| 2       | 9      | 9      | 22. Dezember 2023        | 30. Dezember 2023        |
| 3       | 8      | 8      | 22. Dezember 2024        | 29. Dezember 2024        |

## Episodenliste

### Staffel 1
| Nr. | Deutscher Titel                                                            | Originaltitel                                                | Erstveröffentlichung USA | Deutschsprachige Erstveröffentlichung (D/A/CH) | Regie         | Drehbuch                         |
| --- | -------------------------------------------------------------------------- | ------------------------------------------------------------ | ------------------------ | ---------------------------------------------- | ------------- | -------------------------------- |
| 1 | Was wäre, wenn Captain Carter die Erste der Avengers geworden wäre?        | What If… Captain Carter Were The First Avenger?              | 11. Aug. 2021            | 11. Aug. 2021                                  | Bryan Andrews | A. C. Bradley                    |
| Während des Zweiten Weltkriegs wird Steve Rogers ausgewählt, der erste Supersoldat der Welt zu werden. Doch kurz bevor ihm das Supersoldaten-Serum injiziert werden kann, mischt sich der HYDRA-Spion Kruger ein, lässt eine Bombe detonieren und schießt Rogers an. Peggy Carter erschießt Kruger und lässt sich aufgrund des nicht mehr abzubrechenden Experiments selbst das Supersoldatenserum injizieren. Die Behandlung ist erfolgreich; sie wird zur Supersoldatin „Captain Carter“. Nachdem sie eine Ausrüstung von Howard Stark erhalten hat, stiehlt Carter den Tesserakt von HYDRA. Stark benutzt den Tesserakt, um eine waffenfähige Rüstung zu bauen, die Rogers als „HYDRA-Stampfer“ steuert. Carter und Rogers kämpfen während des Krieges viele Schlachten, darunter auch die Mission zur Rettung des gefangenen Bucky Barnes und Dum Dum Dugan vor HYDRA. Rogers wird gefangen genommen, als er einen mit Sprengfallen versehenen HYDRA-Zug angreift. Carter und ihre Verbündeten infiltrieren eine HYDRA-Basis, wo sie Rogers finden. In der Basis benutzt Red Skull den Tesserakt, um ein Portal zu öffnen und eine interdimensionale Tentakel-Kreatur zu entfesseln, die ihn tötet. Carter opfert sich, um die Kreatur zurück in ihre Dimension zu zwingen. Fast 70 Jahre später wird das Portal erneut geöffnet. Carter tritt daraus hervor und trifft auf Nick Fury und Clint Barton. |                                                                            |                                                              |                          |                                                |               |                                  |
| 2 | Was wäre, wenn T’Challa zu Star Lord geworden wäre?                        | What If… T’Challa Became A Star-Lord?                        | 18. Aug. 2021            | 18. Aug. 2021                                  | Bryan Andrews | Matthew Chauncey                 |
| 1988 werden die Ravagers auf Befehl des Celestials Ego zur Erde geschickt, um seinen Sohn Peter Quill zu entführen. Sie entführen jedoch versehentlich T'Challa, der sich bereit erklärt, mit ihnen die riesige Galaxie zu erforschen. 20 Jahre später ist T'Challa ein berühmter galaktischer Söldner, bekannt als Star Lord. Nachdem T'Challa und die Ravagers den Orb mit dem Power Stone von Morag gestohlen haben, werden sie von Nebula angesprochen, die einen Raubüberfall vorschlägt, um die „Schöpfungsglut“ zu stehlen, eine kosmische Staubform, die in der Lage ist, ganze Ökosysteme zu terraformen. Nebula und Yondu Udonta treffen sich mit Taneleer Tivan, dem „Collector“, auf Knowhere, während T'Challa seine Sammlung infiltriert, um die Glut zu finden. Er entdeckt ein wakandanisches Raumschiff, das eine Nachricht von seinem Vater T'Chaka enthält. Später scheint Nebula die Ravagers zu verraten, was dazu führt, dass T'Challa gefangen genommen und zur Beurteilung durch Tivan in eine Ausstellung gestellt wird. Später rettet sie die Ravagers und enthüllt, dass sie und T'Challa eine List geplant haben, um in den Besitz der Schöpfungsglut zu gelangen. T'Challa schafft es, aus seiner Gefangenschaft zu entkommen und kämpft mit Yondus Hilfe gegen Tivan. Die beiden fangen Tivan in seinem eigenen Display und übergeben dann die Kontrolle an seine Assistentin Carina. Danach machen sich die Ravagers auf den Weg zur Erde, wo T'Challa seine Eltern wiedertrifft. Anderswo auf der Erde wird der inzwischen erwachsene Peter Quill, der jetzt als Hausmeister in einem Restaurant arbeitet, von Ego angesprochen. |                                                                            |                                                              |                          |                                                |               |                                  |
| 3 | Was wäre, wenn die Welt ihre mächtigsten Helden verloren hätte?            | What If… the World Lost Its Mightiest Heroes?                | 25. Aug. 2021            | 25. Aug. 2021                                  | Bryan Andrews | A. C. Bradley & Matthew Chauncey |
| Nick Fury rekrutiert Tony Stark alias Iron Man für die Avengers-Initiative. Als Natasha Romanoff ihm ein Gegenmittel für seine Palladium-Vergiftung, hervorgerufen durch den Arc-Reaktor verabreichen will, fällt dieser jedoch tot um. Aufgrund dessen wird Romanoff von Brock Rumlow verhaftet und fortgebracht. Zeitgleich sucht Thor seinen Hammer und wird von Hawkeye erschossen; jener begeht später augenscheinlich Selbstmord, ehe Fury und Agent Phil Coulson ihn befragen können. Derweil kann Romanoff sich befreien und begibt sich zur Universität Virginia, wo sich Dr. Bruce Banner bei Betty Ross befindet und bei einer Auseinandersetzung mit General Thaddeus Ross in den Hulk verwandelt, als einer der Soldaten ihn anschießt. Jedoch platzt Hulk, während Romanoff ebenfalls getötet wird, aber Fury noch vermitteln kann, dass „Hope“ der Schlüssel zu allem ist. Zu allem Überfluss taucht auch Loki auf der Erde auf und will Vergeltung für den Tod seines Bruders, gibt aber Fury einen Tag Zeit, um den Täter zu finden. Dieser entpuppt sich als Dr. Henry Pym, welcher S.H.I.E.L.D. für den Tod von seiner Tochter Hope verantwortlich macht und schließlich von Loki und Fury überlistet und festgesetzt werden kann. Während sich Loki bei einer Versammlung der UN zum Herrscher der Erde erklärt, findet Fury Captain America im Eis und Captain Marvel kehrt zur Erde zurück. |                                                                            |                                                              |                          |                                                |               |                                  |
| 4 | Was wäre, wenn Doctor Strange statt seiner Hände sein Herz verloren hätte? | What If… Doctor Strange Lost His Heart Instead of His Hands? | 1. Sep. 2021             | 1. Sep. 2021                                   | Bryan Andrews | A. C. Bradley                    |
| Dr. Stephen Strange verunglückt mit Christine Palmer auf dem Beifahrersitz in seinem Auto, was Palmers Tod zur Folge hat. In seinem Kummer reist Strange nach Kamar-Taj und erlernt die mystischen Künste. Dort entdeckt er das Auge von Agamotto, mit dem er die Zeit manipulieren kann, wird aber von der Ältesten und Wong gewarnt, dass dies das Gewebe der Realität zerstören könnte. Am zweiten Jahrestag von Palmers Tod setzt Strange das Auge wiederholt ein, um die Zeit zurückzudrehen, um Palmer zu retten, aber sie stirbt bei jedem Szenario. Strange wird von der Ältesten darüber informiert, dass Palmers Tod ein „absoluter Punkt“ in der Zeitlinie ist, der nicht rückgängig gemacht werden kann, aber Strange weigert sich, darauf zu hören. Die Älteste teilt daraufhin die Zeitlinie in zwei Teile: einen, in dem Strange Dämonen absorbiert und zu einer bösen, machthungrigen Version seiner selbst wird, bekannt als Strange Supreme, und einen, in dem Strange Palmers Tod akzeptiert. Die Älteste rekrutiert den letztgenannten Strange, um gegen Strange Supreme zu kämpfen und die Welt zu retten. Strange Supreme überwältigt jedoch den guten Strange und absorbiert ihn. Strange Supreme kehrt daraufhin an den Ort des Autounfalls zurück und dreht die Zeit um, um Palmer zu retten, doch das Gefüge des Universums beginnt dabei zu zerfallen. In den letzten Momenten vor dem Zusammenbruch der Realität bittet ein reumütiger Strange Supreme den Watcher um Hilfe, doch dieser weigert sich einzugreifen. Palmer stirbt in den Armen von Strange Supreme, und das Universum bricht ins Nichts zusammen. |                                                                            |                                                              |                          |                                                |               |                                  |
| 5 | Was wäre, wenn … Zombies!?                                                 | What If… Zombies?!                                           | 8. Sep. 2021             | 8. Sep. 2021                                   | Bryan Andrews | Matthew Chauncey                 |
| Als Bruce Banner mithilfe des durch Heimdall ausgelösten Bifröst auf der Erde ins Sanctum Sanctorum kracht, ist er ganz offensichtlich nicht auf der Erde angekommen, die er kennt. Als Ebony Maw und Cull Obsidian ihn angreifen, wird er von Iron Man, Doctor Strange und Wong gerettet – nur um festzustellen, dass diese zu Zombies geworden sind. Er wird von einer Gruppe überlebender Superhelden rund um Spider-Man gerettet, die ihm berichten, dass Hank Pym für den Ausbruch der Seuche verantwortlich ist, als er im Quantenbereich nach Janet van Dyne suchte, die aber zu dem Zeitpunkt bereits mit einem Zombie-Virus infiziert war. Sie infiziert Pym, bevor beide in sein Labor zurückkehren und von dort aus das Zombie-Virus über die ganze Welt verbreiten. Die Gruppe von Überlebenden, bestehend aus Hope van Dyne, Bruce Banner, Peter Parker, Bucky Barnes, Okoye, Sharon Carter, Happy Hogan und Kurt, erfahren von der Existenz eines Überlebenden-Camps, in dem es Fortschritte bei der Entwicklung eines Heilmittels gibt. Sie werden von Zombies angegriffen und verlieren dabei Happy und Sharon. Hope gibt zu, gebissen worden zu sein, und opfert sich einer Horde Zombies, sodass die Gruppe das Lager erreichen kann. Dort entdecken sie Vision, dessen Gedankenstein offenbar als Heilmittel gegen die Seuche wirksam ist; Vision hat aber Überlebende ins Lager gelockt, darunter einen enthaupteten Scott Lang und einen einbeinigen T’Challa, um letzteren einer infizierten Wanda Maximoff als Nahrung anzubieten. Die hungrige Wanda bricht aus und lockt eine riesige Zombiehorde ins Lager. Bucky, Kurt und Okoye werden im Kampf infiziert, während Vision seinen Fehler erkennt und sich selbst tötet, um den Gedankenstein an Banner zu geben. Dieser opfert sich, damit sich Parker, Lang und T’Challa mit dem Gedankenstein auf den Weg nach Wakanda machen können, um mit der dortigen Technologie aus dem Infinity-Stein ein Heilmittel zu machen. In einer letzten Szene sieht man den in einen Zombie verwandelten Thanos, der den Infinity-Gauntlet trägt, bei dem nur noch der Gedankenstein fehlt. |                                                                            |                                                              |                          |                                                |               |                                  |
| 6 | Was wäre, wenn Killmonger Tony Stark gerettet hätte?                       | What If… Killmonger Rescued Tony Stark?                      | 15. Sep. 2021            | 15. Sep. 2021                                  | Bryan Andrews | Matthew Chauncey                 |
| Als Tony Stark mit seinem Konvoi unterwegs ist, wird dieser von den „Zehn Ringen“ überfallen; kurz bevor er durch eine seiner Raketen verletzt werden kann, wird diese von Erik Stevens alias Killmonger abgefangen. Mit diesem kehrt er zu Stark Industries zurück, entlarvt seinen ehemaligen Freund Obadiah Stane als Initiator des Hinterhalts und baut eine aus Vibranium bestehende Drohne. Allerdings wird mehr Vibranium benötigt, weswegen Tony seinen Freund und Kollegen Lt. James Rhodes bittet, mit Ulysses Klaue in Kontakt zu treten. Killmonger, der den Thron von Wakanda für sich beansprucht, tötet durch eine Intrige sowohl T'Challa und Rhodes als auch Tony, weshalb sich das Militär um General Thaddeus Ross einschaltet. Dieser lässt eine Armee von Drohnen nach Wakanda schicken. Klaue führt Killmonger nach Wakanda, Killmonger tötet Klaue und geht zurück nach Wakanda. Killmonger und der Armee von Wakanda gelingt es, die Drohnen zu eliminieren. Während Pläne geschmiedet werden, um Wakanda auszuradieren, besucht Pepper Potts T'Challa's Schwester Shuri und beschließt mit ihr, die Wahrheit über Killmonger als Licht zu bringen. |                                                                            |                                                              |                          |                                                |               |                                  |
| 7 | Was wäre, wenn Thor ein Einzelkind gewesen wäre?                           | What If… Thor Were an Only Child?                            | 22. Sep. 2021            | 22. Sep. 2021                                  | Bryan Andrews | A. C. Bradley                    |
| Nachdem er die Eisriesen im Kampf besiegt hat, entdeckt Odin den ausgesetzten Säugling Loki und bringt ihn zu seinem Vater Laufey zurück. Jahre später ist aus Odins Sohn Thor ein ausgelassener, feierfreudiger Prinz geworden. Während Odin schläft und Frigga abwesend ist, reist Thor zur Erde, um eine gigantische Party zu veranstalten, zu der er Wesen aus der ganzen Galaxis einlädt. Seine Ankunft erregt die Aufmerksamkeit von Jane Foster und Darcy Lewis, die schließlich auch an der Party teilnehmen. Thor und Foster kommen sich näher. Die amtierende S.H.I.E.L.D.-Direktorin Maria Hill, die der durch Thors Streiche verursachten Zerstörung ein Ende setzen will, ruft Carol Danvers auf die Erde. Danvers konfrontiert Thor, wird aber schließlich besiegt. Lewis schlägt Danvers vor, Thor in weniger bevölkerten Gebieten zu bekämpfen, wo sie ihre volle Kraft sicher einsetzen kann. Um dies zu vermeiden, kontaktiert Foster Frigga mit Heimdalls Hilfe. Hill bereitet einen Nuklearschlag vor, während Danvers und Thor erneut zu kämpfen beginnen. Frigga unterbricht den Kampf und kündigt ihre baldige Ankunft an. Verängstigt räumen Thor und die außerirdischen Partygäste das Chaos auf. Frigga kommt an und sieht Thor studieren. Foster fordert Thor auf, sie zu einem Date einzuladen. Plötzlich taucht eine Armee von Drohnen auf, angeführt von Ultron, der den Körper von Vision trägt und alle sechs Infinity-Steine auf seinem Körper hat. |                                                                            |                                                              |                          |                                                |               |                                  |
| 8 | Was wäre, wenn Ultron gewonnen hätte?                                      | What If… Ultron Won?                                         | 29. Sep. 2021            | 29. Sep. 2021                                  | Bryan Andrews | Matthew Chauncey                 |
| Ultron, der den Vibraniumkörper von Vision übernommen hat, konnte die Avengers besiegen und einen globalen nuklearen Holocaust auslösen. Thanos erscheint auf der Erde, um den Infinity Gauntlet zu vervollständigen. Ultron tötet ihn jedoch sofort und nimmt die fünf Infinity-Steine an sich, die sich bereits in Thanos’ Besitz befanden, wodurch er die Kontrolle über alle sechs gewinnt. Er benutzt sie, um eine riesige Drohnenarmee zu erschaffen und beinahe alles Leben im Universum auszulöschen. Carol Danvers, Clint Barton und Natasha Romanoff sind die einzigen Überlebenden. Danvers kämpft gegen Ultron, aber er tötet auch sie. Barton und Romanoff finden eine Kopie des Bewusstseins von Arnim Zola und versuchen, es in Ultron zu laden, um ihn zu vernichten. Barton opfert sich, damit Romanoff und Zola, der nun im Körper einer Ultron-Drohne steckt, entkommen können. Der Upload scheitert, weil sich Ultrons Hauptkörper nicht mehr in ihrem Universum befindet: Ultron hat die Existenz des Multiversums erkannt und greift den Watcher an. Sie kämpfen quer durch das Multiversum, bis Ultron die Oberhand gewinnt. Der Watcher flieht und bittet Strange Supreme widerwillig um seine Hilfe. |                                                                            |                                                              |                          |                                                |               |                                  |
| 9 | Was wäre, wenn der Watcher seinen Schwur gebrochen hätte?                  | What If… the Watcher Broke His Oath?                         | 6. Okt. 2021             | 6. Okt. 2021                                   | Bryan Andrews | A. C. Bradley                    |
| Der Watcher sucht und rekrutiert Captain Carter, Star-Lord T’Challa, Party-Thor, Killmonger und eine Variante von Gamora, die Thanos in ihrem Universum getötet hat, und stellt zusammen mit Strange Supreme ein Team namens „Guardians of the Multiverse“ zusammen, um Ultron zu bekämpfen. Nachdem der Watcher das Team auf eine unbewohnte Welt geschickt hat, damit sie sich auf den Kampf vorbereiten können, lenkt Thor versehentlich Ultrons Aufmerksamkeit zu früh auf sie. Es kommt zum Kampf, bevor T’Challa schließlich doch den Seelenstein von Ultron stehlen kann, und das Team entkommt, während eine Herde von Zombies, darunter Wanda Maximoff, auf Ultron geworfen wird, um ihn aufzuhalten. In Ultrons Heimatuniversum angekommen, versuchen sie, den Seelenstein zu benutzen, um Gamoras „Infinitybrecher“ mit Energie zu versorgen, werden aber von der Natasha Romanoff aus diesem Universum gestört. Ultron findet sie wieder, und es folgt ein heftiger Kampf um den Seelenstein, bis Romanoff und Carter Ultron mit dem Pfeil, der Arnim Zolas KI enthält, infizieren können. Zola löscht Ultron von innen aus, während Killmonger das Team verrät und versucht, die Steine für sich zu nehmen. Zola, der nun Ultrons Körper kontrolliert, kämpft mit Killmonger um die Kontrolle über die Steine, bis beide von Strange Supreme und dem Watcher in einer Inseldimension eingefroren werden. Strange Supreme kehrt in sein kollabiertes Universum zurück, um Zola und Killmonger bis in alle Ewigkeit zu bewachen. Der Watcher bringt dann jeden Charakter in sein eigenes Universum zurück, mit Ausnahme von Romanoff, die er in das Universum bringt, in dem die ursprüngliche Black Widow ermordet wurde, damit sie helfen kann, den Frieden auf der Erde wiederherzustellen. In einer Mid-Credit-Sequenz entdeckt Carter den HYDRA-Stampfer, in dem sich jemand (wahrscheinlich Steve Rogers) befindet. |                                                                            |                                                              |                          |                                                |               |                                  |

### Staffel 2
| Nr. | Deutscher Titel                                                               | Originaltitel                                           | Erstveröffentlichung USA | Deutschsprachige Erstveröffentlichung (D/A/CH) | Regie          | Drehbuch                         |
| --- | ----------------------------------------------------------------------------- | ------------------------------------------------------- | ------------------------ | ---------------------------------------------- | -------------- | -------------------------------- |
| 10 | Was wäre, wenn Nebula für das Nova Corps rekrutiert worden wäre?              | What If… Nebula Joined the Nova Corps?                  | 22. Dez. 2023            | 22. Dez. 2023                                  | Stephan Franck | Matthew Chauncey                 |
| Nova Prime rekrutiert Nebula, um den Nova Corps nach dem erfolgreichen Putsch von Ronan dem Ankläger gegen Thanos beizutreten. Fünf Jahre später, nachdem Xandar vom Universum abgeschottet wurde, um sich vor Ronans Kräften zu schützen, entdeckt Nebula die Leiche von Yondu Udonta und erhält von Nova Prime den Auftrag, diese zu untersuchen. Sie erfährt, dass Yondu die Codes zum Öffnen des planetaren Schutzschildes gefunden hat und heuert den Kree-Soldaten Yon-Rogg an, um den Großrechner des Nova Corps zu infiltrieren und zu zerstören. Yon-Rogg verrät sie und enthüllt, dass er und Nova Prime planen, Xandar an Ronan zu übergeben. Nebula überlebt einen Hinrichtungsversuch von Nova Primes Männern und heuert anschließend den Kasinobesitzer Howard the Duck und seine Untergebenen Groot und Korg an, um Nova Prime aufzuhalten. Während ihres Kampfes enthüllt Nebula, dass sie Nova Primes Abtrünnigkeit erkannte, als sie ihr die Mission zuwies, und den Code so änderte, dass sich der Schild wieder schließt, als Ronans Schiff, die Dark Aster, Xandar betritt, es zerstört und Ronan tötet. Nova Prime versucht zu entkommen, stürzt aber in den Tod. Der Schild öffnet sich wieder, während Nebula sich darauf vorbereitet, Xandar weiter zu verteidigen. |                                                                               |                                                         |                          |                                                |                |                                  |
| 11 | Was wäre, wenn Peter Quill die mächtigsten Helden der Erde angegriffen hätte? | What If… Peter Quill Attacked Earth's Mightiest Heroes? | 23. Dez. 2023            | 23. Dez. 2023                                  | Bryan Andrews  | Matthew Chauncey                 |
| 1988 bringen die Ravagers Peter Quill zu Ego, der ihn auffordert, bei seiner Expansion durch das Universum zu helfen. Sechs Monate später, nachdem er mehrere Welten verwüstet hat, kehrt Quill zur Erde zurück. Peggy Carter und Howard Stark rekrutieren daraufhin Bill Foster, König T'Chaka von Wakanda, Bucky Barnes, Dr. Wendy Lawson und einen widerwilligen Hank Pym, der seine Tochter Hope van Dyne mitbringt. Nach einem Handgemenge auf Coney Island nimmt das Team Quill mit Hilfe von Thor fest. Während das Team sein weiteres Vorgehen bespricht, befreit Van Dyne Quill, der nach Missouri reist. Während T'Chaka, Foster und Thor Carters Truppen dabei helfen, Ego zurückzuhalten, treffen Pym und Lawson auf Quill, der das Grab seiner Mutter besucht. Ein sympathischer Pym überzeugt ihn, sich gegen seinen Vater zu stellen. Barnes bereitet – unter dem Einfluss seiner Manipulatoren – ein Attentat auf Quill vor, bis Stark ihn an seinen besten Freund Steve Rogers erinnert. Als Ego die Helden überwältigt und versucht, seine Saat zu erhalten, kommen Pym und Quill rechtzeitig an, um ihn aufzuhalten, wobei letzterer die Saat benutzt, um Egos Avatar zu zerstören. Das Team, ohne Barnes, feiert seinen Sieg, bevor es sich aufmacht, Ego selbst zu stellen. |                                                                               |                                                         |                          |                                                |                |                                  |
| 12 | Was wäre, wenn Happy Hogan Weihnachten gerettet hätte?                        | What If… Happy Hogan Saved Christmas?                   | 24. Dez. 2023            | 24. Dez. 2023                                  | Bryan Andrews  | A. C. Bradley & Matthew Chauncey |
| An Heiligabend ist Happy Hogan damit beauftragt, die Sicherheit im Avengers Tower für die jährliche Weihnachtsfeier zu überwachen, bis Justin Hammer und seine Handlanger Sergei und Rusty aus dem Gefängnis ausbrechen und den Tower stürmen, um Tony Starks Technologie und eine Blutprobe von Bruce Banner zu stehlen. Bei dem Versuch, die Blutprobe zu retten, wird sie Hogan versehentlich injiziert, was dazu führt, dass er sich allmählich in ein Hulk-ähnliches Monster verwandelt, ohne jedoch seine Intelligenz zu verlieren. Während die Avengers beschäftigt sind und Starks KI J.A.R.V.I.S. inaktiv ist, kontaktiert Hogan Darcy Lewis, die versucht, eine neue KI zu finden, um die Systeme des Turms neu zu starten. Sie wird jedoch von Hammers Gruppe als Geisel genommen, die die Eiserne Legion und Starks Hulkbuster-Rüstung in ihre Gewalt bringt. Sobald seine Verwandlung abgeschlossen ist, vernichtet Hogan die Legion und besiegt Hammer. Während Hammer wieder in Gewahrsam genommen wird, kehren die Avengers zurück, loben Hogan für seinen Einsatz und setzen ihre Weihnachtsfeier fort. |                                                                               |                                                         |                          |                                                |                |                                  |
| 13 | Was wäre, wenn Iron Man auf den Grandmaster treffen würde?                    | What If… Iron Man Crashed Into the Grandmaster?         | 25. Dez. 2023            | 25. Dez. 2023                                  | Bryan Andrews  | A. C. Bradley                    |
| Im Jahr 2012 rettet Tony Stark New York vor den Chitauri, indem er eine Atomrakete auf ihr Mutterschiff umlenkt. Das Wurmloch, das er benutzt hat, schließt sich jedoch, bevor er zur Erde zurückkehren kann, was dazu führt, dass er eine Bruchlandung auf Sakaar macht, wo er von dessen Herrscher, dem Grandmaster, gezwungen wird, zu bleiben. Stark greift in ein Todesrennen ein, um einen der Teilnehmer, Korg, zu retten, und trifft auf Gamora, die von Thanos geschickt wurde, um Stark zu töten, weil er die Chitauri aufgehalten hat, bevor Topaz, die oberste Vollstreckerin des Großmeisters, die beiden gefangen nimmt. Nachdem er Gamoras Absicht erfahren und geschworen hat, den Großmeister aufzuhalten, entkommt Stark, rekrutiert Korg und Walküre, baut einen neuen Iron-Man-Anzug und fordert den Großmeister zu einem Wettstreit um den Titel des Herrschers von Sakaar heraus. Obwohl der Großmeister versucht, zu betrügen, gewinnt Stark schließlich, während Walküre Topaz besiegt und den Großmeister außer Gefecht setzt. Als Walküre zum König von Sakaar gekrönt wird, überredet Stark Gamora, ihren eigenen Weg zu gehen, bevor er mit ihr aufbricht, um Thanos zu konfrontieren und zu töten. |                                                                               |                                                         |                          |                                                |                |                                  |
| 14 | Was wäre, wenn Captain Carter den Hydra-Stampfer besiegt hätte?               | What If… Captain Carter Fought the Hydra Stomper?       | 26. Dez. 2023            | 26. Dez. 2023                                  | Bryan Andrews  | A. C. Bradley                    |
| Captain Peggy Carter und Natasha Romanoff finden Steve Rogers in der Hydra Stomper-Rüstung an Bord der Lemurian Star, aber er greift sie an. Nach einer Besprechung mit Nick Fury kommt Romanoff zu dem Schluss, dass Rogers, der seit 1953 vermisst wird, vom Roten Raum gefangen genommen und einer Gehirnwäsche unterzogen wurde. Carter und Romanoff helfen Brock Rumlow, Bucky Barnes vor Rogers zu schützen, bevor sie ihn außer Gefecht setzen und zu einem geheimen Versteck in Schottland reisen, wo sie erfahren, dass der Anzug Rogers am Leben erhält, obwohl jede Aktivierung seine Überlebenschancen verringert. Rogers bietet Carter an, ihr bei der Demontage des Roten Raums zu helfen, in der Hoffnung, ein Heilmittel zu finden, und begleitet sie und Romanoff zu einem ehemaligen KGB-Gelände. Die Gruppe gerät jedoch in einen Hinterhalt von Drohnen und Black Widow-Attentätern, die von der Anführerin des Roten Raums, Melina Vostokoff, kontrolliert werden, die Rogers' Gehirnwäsche reaktiviert. Während Romanoff Vostokoffs Truppen aufhält, wendet sich Carter an Rogers, der sich opfert, um den Roten Raum zu zerstören. In diesem Moment setzt Romanoff ihren Enterhaken ein, um Vostokoff an Rogers' Anzug zu binden, der bei der darauffolgenden Explosion ums Leben kommt. Als Carter versucht, Rogers zu finden, führt sie ein Portal plötzlich in ein Universum, das der Renaissance nachempfunden ist, wo sie auf seine Varianten von Fury und Wanda Maximoff trifft.     |                                                                               |                                                         |                          |                                                |                |                                  |
| 15 | Was wäre, wenn Kahhori die Welt umformen würde?                               | What If… Kahhori Reshaped the World?                    | 27. Dez. 2023            | 27. Dez. 2023                                  | Bryan Andrews  | Ryan Little                      |
| Nachdem Surtur Asgard während Ragnarök zerstört hat, stürzt der Tesserakt in einem See der Haudenosaunee-Konföderation im vorkolonialen Amerika ab und verleiht ihm magische Eigenschaften. Nachdem zahlreiche Stammesangehörige verschwinden, während sie mit ihm interagieren, wird er als der Verbotene See bekannt. Im späten 15. Jahrhundert werden die jungen Mohawk-Geschwister Kahhori und Wáhta von spanischen Konquistadoren gejagt, die ihr Dorf auf der Suche nach dem Jungbrunnen durchwühlt haben. Während sie sich in einer Höhle verstecken, wird Wáhta gefangen genommen und Kahhori angeschossen, woraufhin sie in den Verbotenen See fällt, der sie in eine andere Dimension teleportiert, wo sie von ihren Mohawk-Kollegen wieder gesund gepflegt wird. Ein Dorfbewohner namens Atahraks erklärt, dass die vermissten Stammesangehörigen in die „Himmelswelt“ teleportiert wurden, wo sie Kräfte und Unsterblichkeit erlangten, aber nicht nach Hause zurückkehren konnten. Während Kahhori sich mit ihren neu gewonnenen Kräften vertraut macht, betreten die Konquistadoren den See, in dem sie die Quelle vermuten, und dringen in die Himmelswelt ein. Kahhori hält sie auf, zwingt das Portal vom Himmel auf die Erde und kehrt nach Hause zurück. Sie und die Dorfbewohner besiegen die Konquistadoren, retten ihr Volk und zwingen später Königin Isabella, Frieden zu schließen. Kurz darauf taucht Doctor Strange Supreme aus einem anderen Portal auf und nähert sich Kahhori.      |                                                                               |                                                         |                          |                                                |                |                                  |
| 16 | Was wäre, wenn Hela die zehn Ringe gefunden hätte?                            | What If… Hela Found the Ten Rings?                      | 28. Dez. 2023            | 28. Dez. 2023                                  | Bryan Andrews  | Matthew Chauncey                 |
| Odin, der Helas Blutdurst in den Neun Reichen leid ist, verbannt sie auf die Erde und entzieht ihr ihre Kräfte, indem er Mjolnir zerstört und ihre Krone verzaubert. Hela landet im mittelalterlichen China und wird von den Armeen von Xu Wenwu konfrontiert. Sie versucht, die Krone zurückzuholen, scheitert aber. Wenwu lässt Hela am Leben und versucht, sie für seine Armee zu rekrutieren, aber sie entkommt, nachdem es ihr nicht gelungen ist, seine Zehn Ringe zu stehlen. Sie wird von einem Hundun in das Reich Ta Lo geführt, wo sie deren Anführer Jiayi davon überzeugt, sie in ihre Armee aufzunehmen. Jiayi unterrichtet Hela in den Kampfkünsten, nachdem sie ihren wahren Wunsch nach Freiheit von Kontrolle erkannt hat. Nachdem Heimdall berichtet hat, dass es ihm nicht gelungen ist, Hela ausfindig zu machen, besucht Odin die Erde, um zur Vergeltung gegen Wenwu zu kämpfen. Hela schließt sich Wenwu im Kampf gegen Odin an, gewinnt schließlich und wird wieder würdig, ihre Krone zu tragen. Odin erkennt Helas Wachstum an und überlässt ihr den Thron von Asgard. Hela vereint die Armeen Asgards und Wenwus Organisation der Zehn Ringe und begibt sich auf eine Reise, um die Freiheit in den Neun Reichen und darüber hinaus zu sichern, und kommt Gamoras Volk zu Hilfe, als Thanos es angreift. |                                                                               |                                                         |                          |                                                |                |                                  |
| 17 | Was wäre, wenn die Avengers im Jahr 1602 zusammenkämen?                       | What If… the Avengers Assembled in 1602?                | 29. Dez. 2023            | 29. Dez. 2023                                  | Bryan Andrews  | A. C. Bradley & Ryan Little      |
| Nach ihrer Ankunft in einem Renaissance-Universum willigt Captain Carter ein, Wanda Merlin und Sir Nicholas Fury dabei zu helfen, einen drohenden Überfall zu verhindern. Sie rettet Prinz Loki davor, durch einen Spalt aus diesem Universum gesaugt zu werden, aber es gelingt ihr nicht, Königin Hela zu retten, und sie wird von Sir Harold „The Happy“ Hogan auf Befehl des neuen Königs Thor gejagt. Carter erfährt, dass der Vorfall aufgrund der Anwesenheit des Vorläufers, eines anderen zeitversetzten Individuums, stattfindet, und macht Tony Stark ausfindig, der mithilfe des Zeitsteins in Thors Zepter ein Gerät zur Identifizierung des Vorläufers herstellen kann. Er verweist sie auf die Gesetzlosen Steve Rogers, Bucky Barnes und Scott Lang hin, um bei dem Diebstahl zu helfen. Carter findet die Gruppe, doch sie werden von Hogan überfallen. Carter ergibt sich und wird in ein Gefängnis überführt, wo sie sich und einen maskierten Bruce Banner befreit. Sie treffen sich mit Stark und schließen sich Rogers' Gruppe an, um Thors Hof zu infiltrieren. Mit Wandas Hilfe holt die Gruppe den Zeitstein für Starks Gerät zurück, das Steve Rogers als den Vorläufer identifiziert, der versehentlich die zeitliche Anomalie im Kampf gegen Thanos geschaffen hat. Carter verabschiedet sich von Rogers und bringt ihn in sein Universum zurück, um den Vorfall rückwirkend zu verhindern, bevor sie auf Strange Supreme trifft.                                                     |                                                                               |                                                         |                          |                                                |                |                                  |
| 18 | Was wäre, wenn Strange Supreme einschreiten würde?                            | What If… Strange Surpreme Intervened?                   | 30. Dez. 2023            | 30. Dez. 2023                                  | Bryan Andrews  | Matthew Chauncey                 |
| Strange Supreme bringt Captain Carter in sein Sanctum Infinitum, wo er verrät, dass er „Universumskiller“ gefangen hat, um seine Sünden zu sühnen, und bittet sie um Hilfe bei der Gefangennahme einer entkommenen Variante, die in ein Universum geflohen ist, in der Hydra den Tesserakt eingesetzt hat um die Welt zu zerstören. Carter stimmt zu und trifft auf Kahhori, die verrät, dass Strange Varianten gefangen hat, um sie der Schmiede zuzuführen, einer Vorrichtung, die er gebaut hat, um sein verlorenes Universum wiederzubeleben. Als Strange versucht, Kahhori zu töten, befreit Carter seine Gefangenen und ermöglicht auch Kahhori die Flucht. Inmitten dieses Chaos trifft das Paar auf Black Panther Killmonger, den Kahhori von seiner Rüstung trennt und Carter erlaubt, die darin enthaltenen Infinty-Steine zu benutzen. Während das Paar in der Schmiede gegen Strange kämpft, leihen die Varianten ihre Waffen an Carter, während Kahhori sie mithilfe ihrer Kräfte nach Hause schickt. Strange wird von seinem dämonischen Selbst übernommen, doch Carter trennt sie. Als die Schmiede zusammenbricht, opfert Strange sich selbst und sein Gegenstück. Der Wächter bringt Kahhori nach Hause und bringt Carter in Stranges wiederhergestelltes Universum. Er enthüllt, dass es ihm gelungen ist, Christine Palmer wiederzubeleben, obwohl er darin nie wiedergeboren werden kann. Carter bittet daraufhin den Wächter, ihr das Multiversum zu zeigen, bevor er sie nach Hause bringt. |                                                                               |                                                         |                          |                                                |                |                                  |

### Staffel 3
| Nr. | Deutscher Titel                                                   | Originaltitel                                         | Erstveröffentlichung USA | Deutschsprachige Erstveröffentlichung (D/A/CH) | Regie                          | Drehbuch                                                                           |
| --- | ----------------------------------------------------------------- | ----------------------------------------------------- | ------------------------ | ---------------------------------------------- | ------------------------------ | ---------------------------------------------------------------------------------- |
| 19 | Was wäre, wenn Hulk die Mech-Avengers besiegt hätte?              | What If… The Hulk Fought The Mech Avengers?           | 22. Dez. 2024            | 22. Dez. 2024                                  | Stephan Franck                 | Ryan Little Idee: A. C. Bradley & Bryan Andrews                                    |
| Beim Versuch sein Hulk-Bewusstsein zu entfernen, erschafft Dr. Bruce Banner durch ein Übermaß an Gammastrahlung ein Monstrum mit dem Namen Apex. Dieses läuft Amok, tötet die Avengers und regiert mit einer Armee von Bestien faktisch die Erde. Jahre später sucht der neue Captain America Sam Wilson den inzwischen zurückgezogenen Banner auf und bittet ihn um Hilfe. Banner lehnt ab, lässt aber Wilson ein Protokoll zukommen, welches den neuen Avengers mächtige Mech-Roboter zur Verfügung stellt. Die neuen Avengers, neben Wilson bestehend aus Captain Monica Rambeau, dem Red Guardian, Melina Vostokoff, Nakia, Shang-Chi und Moon Knight konfrontiert den Apex, sieht jedoch trotz der Mechs einer sicheren Niederlage ins Auge. Banner eilt den Avengers schließlich zur Hilfe und verwandelt sich in den Mega-Hulk, woraufhin er den Apex besiegen kann und zum neuen Alpha der Armee wird. Als der Mega-Hulk sich gegen seine Verbündeten wenden will, appelliert Wilson an das Gute in ihm und ihre Freundschaft. Der Mega-Hulk zieht daraufhin mit seiner Armee von dannen und lässt sich auf der Insel nieder, auf der sich Banner einst versteckte. |                                                                   |                                                       |                          |                                                |                                |                                                                                    |
| 20 | Was wäre, wenn Agatha nach Hollywood gegangen wäre?               | What If… Agatha Went to Hollywood?                    | 23. Dez. 2024            | 23. Dez. 2024                                  | Bryan Andrews                  | Bryan Andrews, Matthew Chauncey & Ryan Little Idee: Matthew Chauncey & Ryan Little |
| Die Hexe Agatha Harkness entschließt sich nach Hollywood zu gehen und ein Filmstar zu werden, verfolgt allerdings insgeheim den Plan, den Celestial Tiamut seiner Macht zu berauben, welcher unterhalb der Oberfläche heranwächst. Agathas zunehmender Erfolg bringt sie schließlich zu Howard Stark, welcher seinen ersten Film dreht. Um das Ritual zum Machtentzug des Celestials zu vollenden, lockt Agatha den letzten Eternal und Bollywood-Star Kingo zu sich. Kingo ist über ihre Machenschaften im Bilde, vertraut allerdings darauf, dass sie die Kräfte wieder zurückgibt. Kingos Pflichtverletzung ruft den Celestial Arishem auf den Plan, welcher nun die Erde zerstören will. Nachdem Arishem die Erde erreicht, stellt sich Agatha ihm im All und absorbiert seine Kräfte, womit sie ihn tötet. Als nun kosmisches Wesen mit überaus großer Macht verfolgt Agatha eigentlich andere Pläne, lenkt jedoch auf Kingos Bitte ein; der Film mit beiden in den Hauptrollen feiert kurz danach seine Premiere. Bei der Premiere merkt Kingo an, dass der Tod Arishems sicherlich die Aufmerksamkeit weiterer Celestials auf sich ziehen wird, Agatha entgegnet aber, dieser Umstand würde sich besser für eine Fortsetzung eignen. |                                                                   |                                                       |                          |                                                |                                |                                                                                    |
| 21 | Was wäre, wenn Red Guardian den Winter Soldier aufgehalten hätte? | What If… The Red Guardian Stopped The Winter Soldier? | 24. Dez. 2024            | 24. Dez. 2024                                  | Bryan Andrews                  | A. C. Bradley                                                                      |
| Im Jahr 1991 soll der Winter Soldier Howard und Maria Stark töten und die Proben des Supersoldaten-Serums an sich nehmen, wird aber durch Alexei Shostakov alias Red Guardian aufgehalten und entwendet lediglich eine Probe des Serums. Später erhält der Red Guardian durch seinen Vorgesetzten General Dreykov den Auftrag, mit dem Winter Soldier in den Staaten einen Spion mit dem Codenamen Turm ausfindig zu machen. Auf ihrer Suche entkommen die widerwilligen Partner, die unterschiedlicher nicht sein könnten den lokalen Behörden und können auch Dr. Bill Foster von S.H.I.E.L.D. abschütteln. Shostakov zweifelt dabei mehr und mehr an seiner Einstellung, weswegen Dreykov insgeheim seine Exekution befiehlt. Der Spion entpuppt sich schließlich als Obadiah Stane, der sich die Verdrängung Starks vom Markt erhofft. Als Shostakov und der Winter Soldier Stane konfrontieren, erschießt der Winter Soldier den Spion. Kurz danach treffen die Behörden und Attentäter des Roten Raums ein, wobei der Winter Soldier dem Red Guardian die Flucht ermöglicht und die letzte Probe zerstört. Der Winter Soldier gelangt später in die Obhut Hydras zurück, während Shostakov von Foster aufgesucht wird und ein Angebot erhält. Im Jahr 2012 kämpft der Red Guardian schließlich an der Seite der Avengers während der Schlacht um New York. |                                                                   |                                                       |                          |                                                |                                |                                                                                    |
| 22 | Was wäre, wenn die Ente Howard verheiratet wäre?                  | What If… Howard the Duck Got Hitched?                 | 25. Dez. 2024            | 25. Dez. 2024                                  | Stephan Franck                 | Bryan Andrews, Matthew Chauncey & Ryan Little Idee: Matthew Chauncey & Ryan Little |
| Infolge von Thors gigantischer Party heiraten die Ente Howard und Jane Fosters Assistentin Darcy Lewis, wobei das Paar schließlich ein Kind in Form eines Eis bekommt. Um das Glück des Paares gebührend zu feiern, erhalten jene eine Einladung vom Grandmaster von Sakaar. Allerdings ist dieser bloß hinter dem Ei her und will es während eines Festessens zubereiten lassen. Das Essen wird jedoch von Yondu Udonta gestürmt, der das Ei an sich nimmt und flieht. Wie sich herausstellt, wurde das Kind von Howard und Darcy infolge einer besonderen Konvergenz geboren, wodurch es ungeheuer mächtig ist. Das Kind zieht im Verlauf die Aufmerksamkeit verschiedener Parteien auf sich, so will es der abtrünnige Magier Kaecilius als Gefäß für seinen Herrn Dormammu aus der Dunklen Dimension nutzen, S.H.I.E.L.D. unter der Führung von Nick Fury und Agent Phil Coulson will es aufgrund seiner Macht sicher verwahren, während die Black Order von Thanos eigene Zwecke verfolgt. Überwältigt von all den Parteien suchen Howard und Darcy bei Loki und Laufey in Jotunheim Zuflucht. Doch auch dort währt die Ruhe nicht lange, da neben Kaecilius, dem Grandmaster und der Black Order nun auch der Dunkelelf Malekith und Zeus samt Armeen Ansprüche erheben. Als die verschiedenen Mächte das Paar zu überwältigen drohen, bricht das Ei auf und zwingt die zahlreichen Parteien durch eine mysteriöse goldene Strahlung in die Knie. Später entscheidet Fury, dass das Kind in den Händen seiner richtigen Eltern am besten aufgehoben ist und lässt sie allein. Das Hybriden-Kind erhält derweil den Namen Byrdie. |                                                                   |                                                       |                          |                                                |                                |                                                                                    |
| 23 | Was wäre, wenn die Emergenz die Erde zerstört hätte?              | What If… The Emergence Destroyed The Earth?           | 26. Dez. 2024            | 26. Dez. 2024                                  | Stephan Franck                 | Bryan Andrews, Matthew Chauncey & Ryan Little Idee: Matthew Chauncey & Ryan Little |
| In einer Realität, in der die Eternals die Geburt des Celestials Tiamut in der Erde nicht verhindert haben, da dieser viel früher wuchs, wurde der Planet in Stücke gesprengt. Diesen Umstand nutzte der Stark Industries-Angestellte Quentin Beck alias Mysterio, um die Firma zu übernehmen und mittels der Iron Federation eine Diktatur zu errichten. Bloß eine zahlenmäßig unterlegene Allianz leistet Widerstand gegen Becks Herrschaft. Die Techniktüftlerin Riri Williams erwirbt eines Tages von Sharon Carter eine spezielle Mikrowelle, mit deren Technik es gelingen kann, Becks brutalen Vollstrecker White Vision aufzuhalten. Williams erhält das Gerät, muss jedoch kurz danach vor der Iron Federation fliehen. Gerettet wird sie von den letzten Angehörigen der Allianz, Ying Nan, Wong, Okoye und Walküre. In deren Unterschlupf, einem alten und gekenterten Schiff stellt Williams die Waffe her und kann nur knapp White Vision besiegen, der sich in der Zwischenzeit auf Befehl Becks durch das Schiff metzelte. Williams baut daraufhin Teile von White Visions Technik in ihren Anzug und wird durch Nanoiden zu einem Hybriden, was es ihr erlaubt, Becks Illusionen zu durchschauen. Die Gruppe stellt sich Becks Handlangern entgegen, während Williams Beck selbst stellt. Dieser enthüllt jedoch ebenfalls mit den Nanoiden verschmolzen zu sein, wodurch seine Illusionen verstärkt werden. Dabei enthüllt er zudem, dass Williams seit dem Angriff White Visions in einer Illusion gelebt habe und ihre Verbündeten allesamt tot seien. Entsetzt und verzweifelt gibt Williams auf und sieht einem tödlichen Schicksal entgegen. Der Watcher bemerkt, dass Williams in jeder Version dieser Realität letztendlich scheitere, kann allerdings nicht ein weiteres Mal tatenlos zusehen und greift ein. Indem er Williams ermutigt und zu ihr spricht, gelingt es ihr Beck zu überwältigen und zu besiegen. Danach bringt sie der Realität Hoffnung, indem sie das Symbol der Allianz quer durch die Bruchstücke der Erde projiziert. Anderswo zeigen sich drei weitere Watcher beunruhigt, dass Uatu ein weiteres Mal seinen Schwur gebrochen und eingegriffen hat, weswegen sie ihn fortan beobachten wollen. |                                                                   |                                                       |                          |                                                |                                |                                                                                    |
| 24 | Was wäre 1872?                                                    | What If… 1872?                                        | 27. Dez. 2024            | 27. Dez. 2024                                  | Stephan Franck & Bryan Andrews | Bryan Andrews, Matthew Chauncey & Ryan Little Idee: Matthew Chauncey & Ryan Little |
| Ein alternatives 1872 wird durch Ressentiments und Hetzen gegen Immigranten geprägt, geschürt vom maskierten Mystiker The Hood. Xu Xialing möchte ihr Glück in den Staaten finden, verschwindet allerdings spurlos. Dies ruft ihren Bruder Xu Shang-Chi auf den Plan, welcher im entlegenen Westen nach ihr sucht, begleitet wird er von der Scharfschützin Kate Bishop, die nach Rache für die Ermordung ihrer Eltern strebt. Nach der Befragung von John Walker, einem lokalen Ansässigen, findet das Duo eine weitere Stadt vor, die unter den Folgen der Hetzen leidet. Der dort lebende Junge Kwai Jun-Fan behauptet, ein Geisterzug sei mit The Hood vorbeigekommen, ehe er das Duo begleiten darf. Das Trio erreicht nach kurzer Zeit den Zug und muss entsetzt feststellen, dass dieser nicht nur von modernster Repulsor-Technologie betrieben wird, sondern auch vermisste Immigranten beherbergt, die allesamt unter Gedankenkontrolle stehen und in Trance sind. Shang-Chi und Kate machen daraufhin Bekanntschaft mit dem Magnat Sonny Burch, der im Auftrag von The Hood handelt und sie zu ihm bringen soll. Parallel versuchen Burchs Handlanger Jun-Fan vom Dach des Zuges in den sicheren Tod zu stoßen, der Watcher verhindert dies allerdings durch einen raschen und unbemerkten Eingriff. Während Shang-Chi dem maskierten Hood gegenübertritt und nach einem Kampf feststellen muss, dass es sich um Xialing selbst handelt, bringt Burch Kate mittels seiner Taschenuhr ebenfalls unter Gedankenkontrolle. Dabei gesteht er, dass er es war, der Kates Eltern ermordete, Xialing erklärt zeitgleich ihrem Bruder, den wahren Hood getötet und seine Kräfte übernommen zu haben. Durch eine Glocke befreit Jun-Fan Kate und die anderen Immigranten aus der Gedankenkontrolle, Burch wird überwältigt. Kurz darauf tötet Kate Xialing, als diese erfolglos Shang-Chi überzeugen will, an ihrer Seite zu agieren. Später lässt das Duo Jun-Fan in der Obhut der Immigranten, sie selbst reiten derweil in den Sonnenuntergang. Die anderen Watcher entscheiden, Uatu für seinen abermaligen Eingriff bezahlen zu lassen, wobei Splitter aus dessen Observatorium quer durchs Multiversum stürzen.                        |                                                                   |                                                       |                          |                                                |                                |                                                                                    |
| 25 | Was wäre, wenn der Watcher verschwinden würde?                    | What If… The Watcher Disappeared?                     | 28. Dez. 2024            | 28. Dez. 2024                                  | Stephan Franck                 | Bryan Andrews, Matthew Chauncey & Ryan Little Idee: Matthew Chauncey & Ryan Little |
| Während Uatu von den anderen Watchers – Eminenz, Incarnate und Executioner – in der Fünften Dimension zur Rede gestellt wird, bekämpft Captain Carter derweil multiversale Inkursionen. Unterstützt von Kahhori, der inzwischen erwachsenen Byrdie und der Donnergöttin Storm vereitelt sie den Angriff einer Bestie auf Erde-625, die Heimat der neuen Nova Prime alias Nebula. Kurz danach bemerkt die Gruppe die Observatoriumssplitter, wodurch Carter folgert, dass der Watcher in Gefahr schwebt. Nachdem alle Versuche die Splitter zu nutzen fehlschlagen, schlägt Kahhori vor, Infinity Ultron um Hilfe zu bitten. Entgegen der Ansichten der Gruppe trifft sich Carter allein mit Ultron, wird dabei jedoch von Eminenz gefangen genommen. Als Kahhori, Byrdie und Storm eintreffen, halten sie fälschlicherweise Ultron für den Übeltäter, dieser klärt aber den Irrtum auf. Ebenso bemerkt er, dass er einen Fehler begangen habe, indem er alles Leben in seinem Universum auslöschte. Obwohl er keinen Raum mehr für eine Erlösung seinerseits sieht, entschließt er sich der Gruppe zu helfen. Nachdem er die Splitter absorbiert, machen sie sich gemeinsam zur Rettung von Uatu und Carter auf. |                                                                   |                                                       |                          |                                                |                                |                                                                                    |
| 26 | Was wäre, wenn?                                                   | What If… What If?                                     | 29. Dez. 2024            | 29. Dez. 2024                                  | Bryan Andrews                  | Bryan Andrews, Matthew Chauncey & Ryan Little Idee: Matthew Chauncey & Ryan Little |
| Uatu wird von den drei Watchers aufgrund seines wiederholten Eingreifens der Prozess gemacht, aufgrund der Interaktionen mit Strange Supreme, Riri Williams, Jun-Fan und Captain Carter. Bevor das Trio ein Urteil fällen kann, erscheint Ultron mit dem Rest von Carters Gruppe und rettet die beiden. Ultron opfert sich schließlich, um der Gruppe Zeit zu verschaffen. Dennoch spüren die drei Watchers sie auf und versuchen sie aus der Existenz zu löschen. Indem Uatu die anderen überzeugt, ebenfalls den Schwur des Watchers abzulegen, werden sie dem Trio ebenbürtig und verwickeln sie in mehrere Kämpfe. Um die Macht der Watchers zu schwächen, bringt Carter sie ins Universum von Strange Supreme, bezahlt jedoch mit ihrem Leben dafür. Uatu bewegt die bezwungenen Watchers dazu, durch Beobachten dieses Universums zu lernen. Im Anschluss lädt er Kahhori, Byrdie und Storm, die derweil um ihre Freundin trauern, dazu ein, sich ihm anzuschließen. Indem sie seinem Angebot folgen, über das Multiversum zu wachen, sollen sie sich die Frage stellen: Was wäre, wenn? |                                                                   |                                                       |                          |                                                |                                |                                                                                    |